# Spirou Charleroi

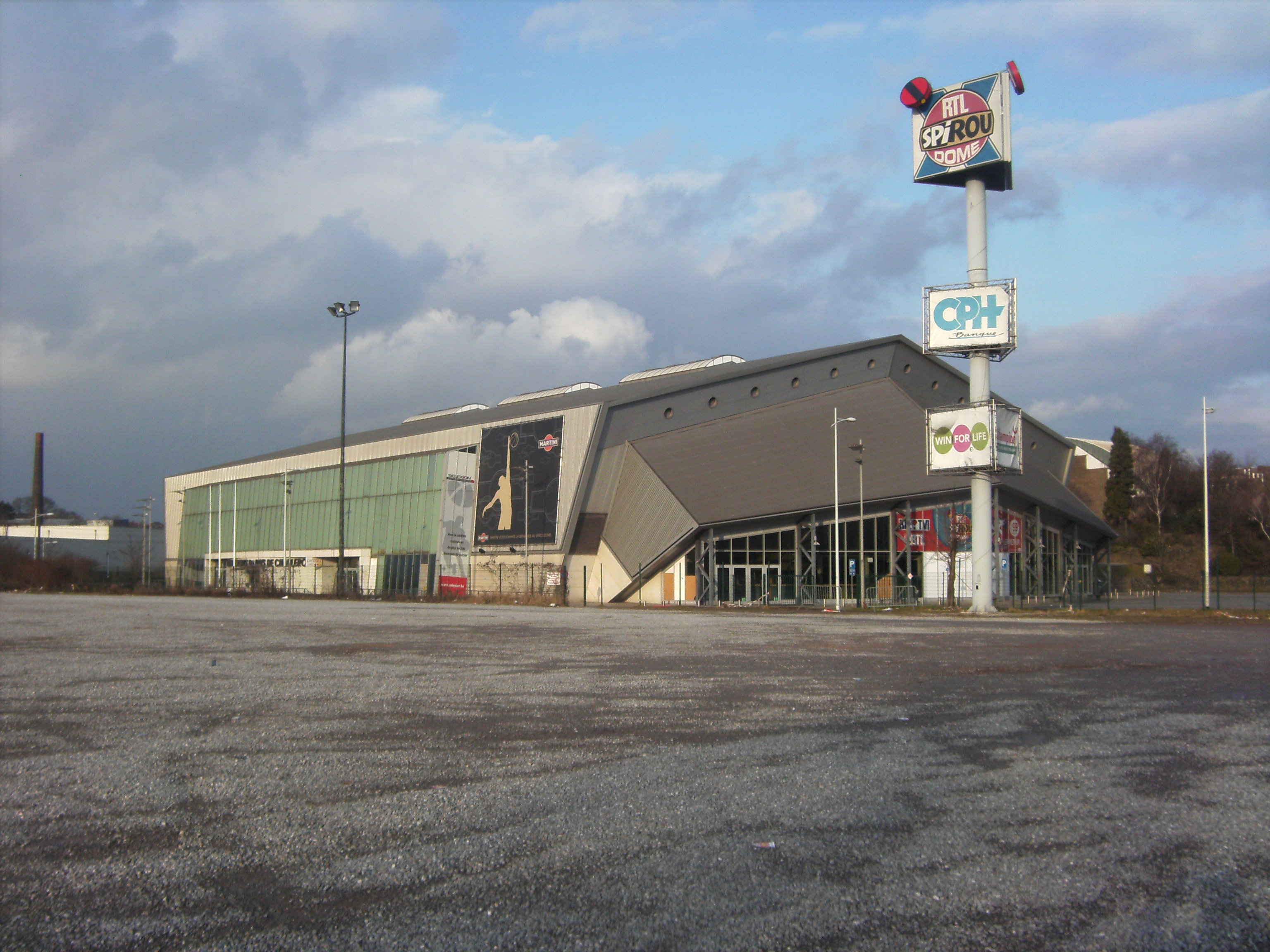
Spiroudôme

Spirou Charleroi is een Belgische basketbalclub uit Charleroi. De club werd opgericht in 1989 als uitvloeisel van de opgeheven vereniging Spirou Monceau en vernoemd naar het stripfiguur Robbedoes (Spirou in het Frans).

## Geschiedenis
Al in 1992/93, het jaar van de verhuis naar de Garenne van Charleroi wist men voor de eerste keer in de historie van de club de play-offs van het Belgische kampioenschap te bereiken. Niet al te lang daarna, in 1996 werd de club de eerste club uit Wallonië die een hoofdprijs in het Belgische basketbal wist te winnen, de nationale beker. In datzelfde jaar behaalde de club uiteindelijk ook de titel en de toon was voor een lange succesvolle periode gezet.
Het seizoen 1997/98 begon met het overlijden van voorzitter Etienne Bertrand. Sommigen dachten dat dit een onomkeerbare achteruitgang zou inluiden, maar de mannen van coach Giovanni Bozzi, samen met de staf en een nieuwe voorzitter, konden toch vooruitgang boeken. Spirou bleef de toon zetten in België en werd in 1997, 1998 en 1999 kampioen. Na twee jaar zonder titel won Spirou in 2002 de Beker.
2003 was een zeer belangrijk jaar in de geschiedenis van Spirou: de inauguratie van de Spiroudome, de eerste ambitieuze arena van België met 6.300 plaatsen. Daar haalden de mannen van coach Savo Vucević de dubbel: kampioenschap en beker.
Na weer kampioen te zijn geworden in 2004, begon Spirou een slechte periode van drie jaar zonder enige trofee. Toen kwam coach Dražen Anzulović aan het einde van een nog moeilijk seizoen om het volgende (2008/09)  voor te bereiden: Spirou lag uit de ULEB-Cup, de Belgische beker, en had weinig hoop voor de play-offs. 16 gewonnen en 1 verloren match later werden de mannen van Anzulovic toch kampioenen van België in 2008.

## Coaches
De voormalige coaches zijn:
| Periode   | Naam              |
| --------- | ----------------- |
| 1989-1991 | André Smets       |
| 1991-2002 | Giovanni Bozzi    |
| 2002-2006 | Savo Vucević      |
| 2006      | David Desy        |
| 2006-2007 | Eddy Casteels     |
| 2007-2009 | Dražen Anzulović  |
| 2009-2014 | Giovanni Bozzi    |
| 2014-2016 | Jacques Stas      |
| 2016      | Pascal Angillis   |
| 2016-2017 | Fulvio Bastianini |
| 2017      | Pascal Angillis   |
| 2017-2018 | Brian Lynch       |
| 2018-2019 | Niksa Bavcevic    |
| 2019      | Pascal Angillis   |
| 2019-     | Sam Rotsaert      |

## Erelijst
- Belgisch landskampioen:  1996, 1997, 1998, 1999, 2003, 2004, 2008, 2009, 2010, 2011
  - Tweede: 2001, 2002, 2005, 2012

- Beker van België : 1996, 1999, 2002, 2003, 2009
  - Finalist: 2005, 2006, 2010

- Belgische Supercup: 1996, 1997, 1999, 2001, 2002, 2008, 2010

## Belangrijkste resultaten sinds 1992
| 91-92 | Halvefinalist van de play-offs (Tegen RC Mechelen: 1-2) |
| 92-93 | - Finalist van de play-offs (Tegen RC Mechelen : 2-3) - Korać Cup : eliminatie in de kwalificatieronde |
| 93-94 | - Finalist van de play-offs (Tegen RC Mechelen : 2-3) - Korac cup : eliminatie in de 2de ronde tegen Peristeri BC                                                                                            |
| 94-95 | - Finalist van de play-offs (tegen BBC Oostende : 2-3) - Korac cup : eliminatie in de 2de ronde tegen Ulker Istanbul                                                                                         |
| 95-96 | - Kampioen van België (finale van de play-offs tegen BBC Oostende : 3-0) - Winnaar van de beker van België (tegen BBC Oostende) - Korac cup : eliminatie in de 3e ronde tegen Estudiantes Madrid             |
| 96-97 | - Kampioen van België (finale van de play-offs tegen Oostende : 3-0) - Euroleague : eliminatie in de kwalificatieronde                                                                                       |
| 97-98 | - Kampioen van België (finale van de play-offs tegen RB Antwerpen : 3-0) - Saporta cup : eliminatie in de 1/16 finale tegen Dragons Rhöndorf                                                                 |
| 98-99 | - Kampioen van België (finale van de play-offs tegen RB Antwerpen : 3-1) - Winnaar van de beker van België (tegen BBC Oostende) - Saporta cup : eliminatie in de 1/8 finale tegen Benetton Trévise           |
| 99-00 | - Halvefinalist van de play-offs (tegen BBC Oostende : 1-2) - Saporta cup : eliminatie in de 1/16 finale tegen Valencia BC                                                                                   |
| 00-01 | - Finalist van de play-offs (tegen BBC Oostende : 0-3) - Finalist van de beker van België (tegen BBC Oostende) - Euroleague : eliminatie in de eerste ronde                                                  |
| 01-02 | - Finalist van de play-offs (tegen BBC Oostende : 2-3) - Winnaar van de beker van België (tegen TMCI Wevelgem) - Euroleague : eliminatie in de eerste ronde                                                  |
| 02-03 | - Kampioen van België (finale van de play-offs tegen Pepinster : 3-0) - Winnaar van de beker van België (tegen CPH Spirou Gilly) - Uleb Cup : eliminatie in de 1/8 finale tegen Joventut Badalona            |
| 03-04 | - Kampioen van België (finale van de play-offs tegen BC Luik : 3-2) - halvefinalist van de beker van België (tegen BC Luik) - Uleb Cup : eliminatie in de 1/8 finale Estudiantes Madrid                      |
| 04-05 | - finalist van de play-offs (tegen Bree BC : 1-3) - finalist van de beker van België (tegen Leuven Bears) - Uleb Cup : eliminatie in de kwartfinale tegen Valencia BC                                        |
| 05-06 | Uleb Cup : eliminatie in de kwartfinale (weer) tegen Valencia BC |
| 06-07 | - Halvefinalist van de play-offs (tegen Bree BC : 0-2) - Fiba EuroCup : eliminatie in de 2de ronde |
| 07-08 | - Kampioen van België (finale van de play-offs tegen Bree BC : 3-0) - Uleb Cup : eliminatie in de eerste ronde                                                                                               |
| 08-09 | - Kampioen van België (finale van de play-offs tegen Bergen BC : 3-0) - Supercup winnaar van België (Tegen BBC Oostende) - Bekerwinnaar van België (Tegen BC Luik) - Eurocup : eliminatie in de tweede ronde |
| 09-10 | - Kampioen van België (finale van de play-offs tegen BC Luik : 3-1) - Finalist van de beker van België (tegen BBC Oostende) - Eurocup : eliminatie in de eerste ronde                                        |
| 10-11 | - Kampioen van België (finale van de play-offs tegen Okapi Aalstar : 3-0) - Euroleague : eliminatie in de groepsfase                                                                                         |
| 11-12 | - Finalist van de play-offs tegen BBC Oostende : 3-2 - Euroleague : eliminatie in de groepsfase |
| 12-13 | - Halvefinalist van de play-offs (tegen Bergen BC : 0-3) - EuroCup : eliminatie in de groepsfase |

## Bekende (ex-) spelers
| - Milutin Aleksić - Scooter Barry - Mike Batiste - Ralph Biggs - Seamus Boxley - Corey L. Brewer - Shawn Daniels - Tremmell Darden - David Desy - / Ron Ellis - / Marcus Faison - Justin Hamilton - Michael-Hakim Jordan - Damir Krupalija - Vladimir Kuzmanović | - Didier Ilunga Mbenga - Roel Moors - / Andre Riddick - Kevin Salvadori - Daniel Santiago - Predrag Savović - Mladen Šekularac - Mouhamed Sene - Armands Šķēle - Éric Struelens - Amit Tamir - Wayne Turner - Matt Walsh - John Weatherspoon - Ivan Zoroski |

## Voetnoten
Aalst · Antwerpen · Bergen · Brussel · Charleroi · Den Bosch · Den Helder · Groningen · Hasselt · Kortrijk · Leeuwarden · Leiden · Leuven · Mechelen · Oostende · Rotterdam · Weert · Zwolle